# Viên Sùng Hoán
Viên Sùng Hoán (giản thể: 袁崇焕; phồn thể: 袁崇煥; bính âm: Yuán Chónghuàn; tên tự: Nguyên Tố (元素) và Tự Như (自如); 6 tháng 6 năm 1584 – 22 tháng 9 năm 1630) là một danh tướng chống Mãn thời Minh. Tuy xuất thân là một văn thần, đỗ tiến sĩ, nhưng ông được biết đền nhiều hơn với tư cách là một chỉ huy quân sự, từng nhiều lần đánh bại quân Hậu Kim đầu thế kỷ 17. Ông là anh hùng dân tộc Trung Quốc với chiến công chặn đứng nhà Thanh. Ông cùng với Tần Lương Ngọc là hai danh tướng nổi tiếng thời Minh mạt.

## Thân thế
Viên Sùng Hoán sinh năm 1584, quê ở Đông Hoản, tỉnh Quảng Đông. Ông vốn không phải là một võ tướng mà là quan văn, đỗ Tiến sĩ năm Vạn Lịch thứ 47 (1619) và được bổ làm quan huyện Vũ Hòa.
Do ảnh hưởng cách sống của các bậc văn sĩ trượng phu thời cuối nhà Minh hay luận bàn việc nhà binh nên ông cũng chuyên tâm đến việc quân sự. Hễ gặp tướng sĩ trở về ông đến hỏi han tình hình chiến sự. Vì thế ông thông hiểu và nắm chắc chắn tình hình thế sự ngoài biên ải, hơn nữa ông vốn là người khẳng khái đảm lược nên nổi tiếng về việc quân cơ.
Năm 1622, được sự tiến cử của quan Ngự sử hầu, triều đình gọi ông về kinh đô và bổ nhiệm chức vụ Phương tu chủ sự ở bộ Binh.

## Tình nguyện ra chiến trường
Sau chiến thắng tại Tát Nhĩ Hử, quân Bát kỳ tung hoành ở vùng Đông Bắc đánh chiếm Khai Nguyên, Thiết Lăng, Liêu Dương, Trung Trấn, Thẩm Dương, khống chế toàn bộ vùng đất phía đông Liêu Hà. Năm 1622, Nỗ Nhĩ Cáp Xích đánh bại đội quân của Kinh lược Liêu Đông Hùng Đình Bật và Tuần phủ Liêu Đông Vương Hóa Trinh, chiếm giữ trọng trấn Liêu Tây là Bắc Trấn. Triều đình nhà Minh kết tội Hùng Đình Bật thua trận bị xử chém, Vương Hóa Trinh bị hạ ngục.
Thất bại ở Quảng Ninh làm triều đình nhà Minh rúng động. Trước thế lực quá mạnh của quân Hậu Kim, triều thần bất lực, thậm chí có người đưa ra kế sách thỏa hiệp, rút bỏ vùng đất ngoài quan ải, tập trung lực lượng trấn giữ Sơn Hải quan.
Vốn nhiều năm nắm bắt tình hình biên ải, tự tin vào khả năng của mình, Viên Sùng Hoán tự thân tiến cử với hoàng đế Minh Hy Tông: "Nếu như cấp cho thần đầy đủ lương thực, binh mã, một mình thần cũng có thể bảo vệ được vùng đất Liêu Đông". Vì vậy vua Hy Tông đặc cách phong ông phụ trách giám sát việc quân ngoài quan ải để chuẩn bị và đôn đốc chỉ đạo việc quân. Đồng thời cấp cho Viên Sùng Hoán 20 vạn quan tiền để chiêu mộ quân sĩ và bảo vệ thành trì.

## Xây dựng phòng tuyến Sơn Hải quan
Sơn Hải quan là một cửa ải nằm cạnh phía cực đông của Vạn Lý Trường Thành, kế bên ranh giới Liêu Ninh, cạnh bờ biển Ninh Viễn là Hưng Thành thuộc tỉnh Liêu Ninh ngày nay. Sơn Hải quan có vị trí chiến lược quan trọng, là cửa ngõ để từ quan ngoại có thể tiến vào Trung thổ. Trong cuộc chiến với người Mãn Châu, Sơn Hải quan là mặt trận chính của những cuộc đọ sức giữa hai bên.
Lúc này, vùng đất ngoài Sơn Hải quan đều bị quân Hậu Kim chiếm giữ. Tuy nhiên, sau khi Viên Sùng Hoán đến quan ải ít lâu thì Kinh lược trấn thủ Liêu Đông Vương Tại Tấn đã xuất binh và thu lại được một số đất ngoài quan ải. Viên Sùng Hoán được lệnh trấn giữ một tiền đồn nhỏ ngoài quan ải. Nhân lúc Đại học sĩ Tôn Thừa Tông đi tuần thú biên ải, Viên Sùng Hoán bèn đề xuất ý định xây dựng Ninh Viễn thành cứ điểm phòng thủ ngoài quan ải, vừa đảm bảo vị trí tiền đồn bảo vệ cư dân, vừa có thể tiếp viện và bảo vệ cho Sơn Hải quan. Sau khi Tôn Thừa Tông thay thế Vương Tại Tấn trấn thủ Sơn Hải quan, đã chấp nhận đề xuất này và giao cho Viên Sùng Hoán thực hiện.
Ngay khi vừa đến Ninh Viễn, lập tức Viên Sùng Hoán huy động dân, binh tại chỗ, tranh thủ thời gian, đào hào đắp lũy, xây dựng cứ điểm phòng thủ vững chắc, đủ sức đương đầu với quân Hậu Kim. Thành được xây với tường cao 3 trượng 2 tấc, sống tường cao 6 tấc, đế tường rộng 3 trượng, mặt trên tường rộng 2 trượng 4 tấc. Trên mặt thành được trang bị nhiều khẩu đại pháo được Triều đình nhà Minh mua từ các thương gia phương Tây (như Bồ Đào Nha, Hà Lan…) gọi là Hồng Di đại pháo, có sức công phá mạnh, uy lực khủng khiếp, hoàn toàn có thể tiêu diệt các đội kỵ binh của quân du mục. Nhờ công lao này, ông được thăng Binh lược Phó sứ rồi Hữu Tham chính.
Có thể thấy, sách lược phòng ngự của Viên Sùng Hoán là sách lược phòng ngự tích cực, chủ động. Trước đó, các tướng lĩnh nhà Minh tổ chức phòng ngự hết sức bị động, theo kiểu cố thủ, co cụm trong các công sự, bỏ mặc cho quân Hậu Kim tự do chiếm giữ địa thế, chủ động trong khai chiến và tiến thoái. Trái lại, Viên Sùng Hoán lại chủ động phòng ngự tích cực thông qua việc mở rộng hệ thống công sự, sử dụng các tiền đồn vệ tinh (Ninh Viễn, Cẩm Châu) làm giảm sức ép cho Sơn Hải Quan, dần dần biến mặt trận thành hậu phương, đẩy chiến trường chính ra xa khỏi các trọng điểm. Điều đó cho thấy tầm nhìn quân sự của ông, một đối thủ sừng sỏ của quân Hậu Kim.
Hè năm 1625, Viên Sùng Hoán đưa ra kiến nghị thu hồi và xây dựng các thành Miên Châu, Trung Sơn, Sa Sơn, Hữu Đồn và Đại Lãng Hà, thành tuyến phòng thủ tiền tiêu. Tuy nhiên, trong lúc công việc đang tiến hành thì tháng 10 đó, Tôn Thừa Tông bị dèm pha và bị bãi miễn chức vụ. Cao Đệ ra thay chức vụ, lập tức hạ lệnh rút hết tướng sĩ, vũ khí đang trấn giữ các thành Miên Châu, Hữu Đồn… chuyển về trấn thủ quan ải. Duy chỉ có Viên Sùng Hoán phản ứng quyết liệt, nên Cao Đệ đành không triệu hồi một vạn tướng sĩ thành Ninh Viễn.

## Chiến thắng Ninh Viễn lần thứ nhất

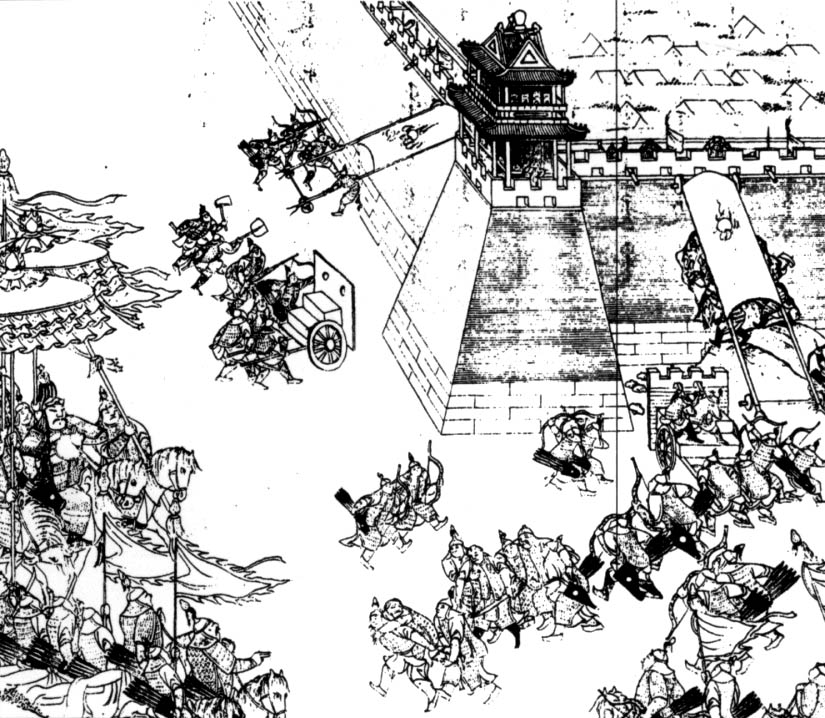
Quân Kim công đánh Ninh Viễn lần thứ nhất

Tháng giêng năm 1626, Nỗ Nhĩ Cáp Xích dẫn 13 vạn kỵ binh tiến công Sơn Hải quan. Tuy nhiên, dù đơn độc phòng thủ Ninh Viễn ngoài Sơn Hải quan, quân tướng Ninh Viễn cùng chủ tướng Viên Sùng Hoán hăng hái chống cự nên Nỗ Nhĩ Cáp Xích không thể tiến lên được, lại bị hỏa pháo Bồ Đào Nha bắn trúng làm bị thương do đó việc công thành phải dừng lại. Viên Sùng Hoán tận dụng thời cơ đốc quân ra thành truy kích. Quân Nữ Chân thua to phải rút về Thạnh Kinh.
Nhận định chưa thể phục thù trận Ninh Viễn, tháng 4 năm đó, Nỗ Nhĩ Cáp Xích tạm đốc quân chuyển hướng sang chinh phục các bộ lạc Mông Cổ chưa chịu quy phục. Tuy nhiên, tháng 5 năm đó, tướng Minh là Mao Văn Long xuất quân ra khỏi quan ải, tấn công An Sơn. Do phát bệnh nặng, giữa tháng 7, Nỗ Nhĩ Cáp Xích đành phải rút quân và chết tại một thị trấn nhỏ có tên là De-A Man.

## Chiến thắng Ninh Viễn lần thứ hai
Sau chiến thắng Ninh Viễn lần thứ nhất, Viên Sùng Hoán được thăng chức Tuần phủ Liêu Đông. Có điều kiện thực thi kế hoạch của mình, ông đã cho các thuộc tướng thu hồi lại các thành trì trước đây, tái lập phòng tuyến tiền tiêu của Ninh Viễn. Ông chủ trương tạm thời hòa hoãn với Hoàng Thái Cực, người kế vị ngôi Đại Hãn, để tranh thủ thời gian, tu bổ tuyến phòng thủ, củng cố binh lực.
Quả nhiên, tháng 5 năm 1627, Hậu Kim lại xuất quân tấn công Cẩm Châu. Đoán biết Hoàng Thái Cực dụ ông dẫn binh đi tiếp cứu Cẩm Châu, sau đó sẽ phục kích quân tiếp viện, đồng thời công kích Ninh Viễn, Viên Sùng Hoán án binh bất động, làm phá sản ý định "vây thành diệt viện" của Hoàng Thái Cực. Khi thành Cẩm Châu rơi vào thế nguy cấp, ông mới phái bộ tướng dẫn 4.000 kỵ binh đến tiếp cứu Cẩm Châu. Quả nhiên, khi quân cứu viện còn chưa xuất phát bao xa, Hoàng Thái Cực đã chia binh tấn công thành Ninh Viễn.
Do chuẩn bị kỹ nên quân Minh đã phòng thủ một cách có hiệu quả, các thành trì vẫn vững vàng trước các đợt tấn công ào ạt của quân Kim. Thêm vào đó, hỏa lực của đại pháo Hồng Di như thường lệ vẫn phát huy được uy lực, gây tổn thất rất lớn cho quân Kim. Ngoài ra, sự phối hợp chiến đấu tốt của hai cụm cứ điểm là thành Ninh Viễn và thành Cẩm Châu càng gây khó khăn hơn cho quân Kim, Thậm chí có thời điểm các chỉ huy quân Minh còn dẫn quân trong đánh trả quyết liệt, gây thiệt hại cho quân Kim.
Chiến dịch này kéo dài gần 5 tháng (từ tháng 5 đến tháng 10 năm 1627), trước sức cố thủ ngoan cường của quân Minh, tinh thần quân Kim sa sút trước sức mạnh hỏa lực đại pháo, thời tiết không thuận lợi, Hoàng Thái Cực buộc phải hạ lệnh tạm lui quân để củng cố. Một lần nữa, quân Minh dưới sự chỉ huy của Viên Sùng Hoán tận dụng thời cơ truy kích, đánh cho quân Hậu Kim đại bại, giành chiến thắng ở Ninh Viễn, Cẩm Châu. Tài liệu Trung Quốc gọi đây là trận chiến Ninh Viễn lần hai hay chiến dịch Ninh – Cẩm. Sau đại thắng Ninh - Cẩm, tình thế ngoài quan ải đã tốt dần lên đối với quân Minh.
Tuy Viên Sùng Hoán một lần nữa đại thắng quân Hậu Kim, nhưng tại triều, thái giám Ngụy Trung Hiền cùng bè đảng lo ngại uy thế đang lên của ông, đã dèm pha ông với Minh đế với tội danh cố ý khiêu khích dẫn đến chiến tranh và lúc chiến sự nguy cấp lại bỏ mặc, không đích thân dẫn quân tiếp ứng Cẩm Châu. Vì việc này, Viên Sùng Hoán bị cách chức.

## Đánh bại trận tập kích Bắc Kinh
Sau khi bị cách chức, Viên Sùng Hoán bỏ về quê. Mãi khi Sùng Trinh lên ngôi, trừ bỏ Ngụy Trung Hiền, triệu hồi Viên Sùng Hoán và bổ nhiệm ông làm Tổng đốc Liêu Đông, trấn thủ Sơn Hải quan để phòng giữ quân Hậu Kim.
Việc Viên Sùng Hoán được phục chức và tiếp tục chỉnh đốn phòng ngự ở Liêu Đông làm cho Hoàng Thái Cực không thể thực hiện được kế hoạch nam chinh của mình một cách thuận lợi. Ông biết rằng không dễ dàng vượt Sơn Hải Quan vì Ninh Viễn và Cẩm Châu phòng thủ cẩn mật, khó lòng công phá. Vì vậy ông quyết định đổi hướng tấn công, đi vòng qua Liêu Đông để tấn công vào Bắc Kinh.
Lợi dụng cơ hội hầu hết quân chủ lực của nhà Minh đang tập trung ở phía Nam, bao vây quân Lý Tự Thành tại Xa Sương Hạp, ngày 27 tháng 10 năm 1629, Hoàng Thái Cực xuất quân, trực tiếp chỉ huy 10 vạn tinh binh, vòng qua phòng tuyến Liêu Đông, chia quân làm ba đường, đột phá Vạn lý Trường thành ở phía Tây Bắc, vào ba cửa Đại An (Đại An khẩu), Long Cảnh (Long Tỉnh Quan) và Hồng Sơn, vòng đến Hà Bắc, tiến vào đột kích thành Bắc Kinh.
Quân Minh kháng cự yếu ớt vì bị bất ngờ trước sức cơ động quá nhanh của quân Kim. Vua Sùng Trinh vội vàng tăng cường phòng thủ, vừa hạ lệnh cho quân từ các nơi hỏa tốc về kinh thành hỗ trợ. Tổng binh nhà Minh là Mãn Quế cố gắng chỉ huy chống lại bên ngoài cửa Đức Thắng Môn và An Định Môn. Pháo binh trên thành của nhà Minh liền bắn yểm trợ, nhưng họ lại bắn nhầm vào cả quân đội của mình, khiến quân Minh bị tổn thất không ít, bản thân Mãn Quế cũng bị thương, đành phải dẫn tàn quân lui trở vào thành cố thủ chờ viện binh.
Việc quân Hậu Kim bất ngờ tập kích Bắc Kinh nằm ngoài dự liệu của Viên Sùng Hoán, vì vậy, khi biết tin quân Kim vòng qua Liêu Đông, Viên Sùng Hoán vội vàng xuất binh chặn đường tiến quân của Hậu Kim. Tuy nhiên, quân Hậu Kim tiến quá nhanh, liên tục hạ các thành trì trên đường và tiến đến sát ngoại thành Bắc Kinh. Ông vội vàng hạ lệnh cho 5 vạn binh mã từ thành Ninh Viễn, Cẩm Châu cấp tốc kéo về kinh sư để cứu viện. Đích thân Viên Sùng Hoán dẫn 9.000 quân thiết kỵ, hành quân suốt đêm để vượt lên trước quân Kim và vào thành Bắc Kinh trước. Vua Sùng Trinh liền hạ lệnh cho ông chỉ huy toàn bộ lực lượng của thành Bắc Kinh, hợp với quân các lộ kéo về, nhanh chóng giải tỏa áp lực của quân Kim.
Tháng 11 năm 1629, hai bên kịch chiến trước thành Bắc Kinh ở bên ngoài cửa Quảng Cừ Môn. Đích thân Viên Sùng Hoán khoác áo giáp sắt chỉ huy đôn đốc tướng sĩ các lộ tích cực chống trả quân Kim. Sau nửa ngày kịch chiến, quân Minh đã đẩy lui sự tấn công của quân Hậu Kim, bảo vệ được kinh thành Bắc Kinh. Hoàng Thái Cực một lần nữa đành bỏ dở chiến dịch, rút quân ra phía ngoài quan ải. Lần này, tuy thắng trận nhưng Viên Sùng Hoán không đuổi theo mà đóng quân ở lại để bảo vệ thành Bắc Kinh và lăng miếu của Hoàng triều.

## Nỗi oan lịch sử
Sau chiến thắng Ninh Viễn lần thứ nhất, Viên Sùng Hoán bị nhiều đồng liêu dèm pha vì việc ông chủ động hòa hoãn với Hậu Kim. Ông phải dâng sớ giải trình mục đích: "Ngoài quan ải đất hẹp người đông nên phải xây dựng sửa sang lại ba thành Cẩm Châu, Trung Tả và Đại Lãng để phòng tuyến kéo dài ngoài quan ải đến 400 dặm. Nếu như thành chưa được tu sửa xong mà quân nhà Kim đã đánh thì tất phải thua. Ta đã ở vào thế đánh thì thắng thủ thì bại. Vì thế nhân nhà Kim đánh nhau với Triều Tiên, chúng ta lấy kế hòa để tiến, hoãn binh củng cố thành trì. Khi nhà Kim đến thì chúng ta đã tu sửa tốt thành trì vùng biên để vững chắc thì nhà Kim không thể làm gì được". Tuy Minh Hy Tông đồng ý với cách lý giải của Viên Sùng Hoán, việc xì xào của triều thần cũng tạm thời lắng xuống, nhưng những nghi ngờ trong lòng họ vẫn chưa dứt hẳn.
Sau khi chiến dịch tập kích Bắc Kinh thất bại, biết Viên Sùng Hoán là một đối thủ rất nguy hiểm, là người duy nhất có khả năng gây trở ngại rất nhiều cho đế nghiệp của mình, Hoàng Thái Cực đã sử dụng dùng đòn ly gián nội bộ để diệt trừ danh tiếng và cả sinh mạng Viên Sùng Hoán.
Biết Sùng Trinh là một ông vua đa nghi, triều thần có nhiều người đố kỵ với Viên Sùng Hoán, Hoàng Thái Cực đã phao tin Viên Sùng Hoán đã có thỏa ước ngầm với Hậu Kim, dẫn đến những thuận lợi trong chiến dịch chống Kim của ông.
Quả nhiên, vua tôi nhà Minh đều trúng kế. Một số triều thần vu cáo ông là kẻ dẫn Hổ nhập quan, nhằm uy hiếp triều đình, buộc triều đình phải chấp thuận chủ trương nghị hòa với Hậu Kim của ông, và qua đó đôi bên sẽ ký hiệp ước bất bình đẳng trước sự uy hiếp của quân Hậu Kim. Một số khác vu cáo việc quân Hậu Kim vây thành Bắc Kinh lần này hoàn toàn là do Viên Sùng Hoán dẫn về. Khi quân Kim rút lui, ông lại không truy kích, giữa ông và Hoàng Thái Cực thông đồng âm mưu... Bên cạnh đó, Vương Vĩnh Quang cùng đồng đảng lại liên tiếp dâng tấu biểu vu cáo Viên Sùng Hoán cố tình giết Mao Văn Long (là viên tướng trấn giữ vùng biên giới gần với Triều Tiên) để lấy lòng nhà Kim, cấu kết và tư thông với giặc, đề nghị triều đình xử tội.
Hoàng đế Sùng Trinh là một người độc đoán lại đa nghi, sẵn bị áp lực triều chính, nội bộ và cuộc nội chiến (Lý Tự Thành), lại thêm viện binh chậm trễ, vì vậy, lập tức triệu Viên Sùng Hoán vào triều đình vấn tội, trách cứ ông tại sao đưa viện binh về quá trễ, rồi hạ lệnh bắt ông vào ngục. Tháng 8 năm 1630, sau hơn nửa năm bị giam trong ngục, Viên Sùng Hoán bị xét xử vào tội "dối vua phản quốc", tội thông đồng với quân địch với lập luận là: quân địch tự ý thoái lui chứ không phải bị Viên Sùng Hoán đánh bại, Viên Sùng Hoán cũng không đuổi theo quân địch mà đóng quân ở lại kinh thành là có ý đồ. Tội danh này phải xử cực hình: lăng trì tùng xẻo, vợ con thì bị bắt đi đày cách xa 3.000 dặm.
Đau đớn nhất cho Viên Sùng Hoán là kể cả dân chúng kinh thành mà ông hết lòng bảo vệ, cũng cho rằng Viên Sùng Hoán cấu kết và dẫn đường cho giặc Kim vào xâm lược nên ai cũng hận ông đến tận xương tủy. Sau khi ông thọ hình trước cổng thành, nhiều người đã tranh giành thân xác ông như muốn ăn tươi nuốt sống để thỏa nỗi thù hận.
Cái chết của Viên Sùng Hoán khiến cho quân dân rúng động, binh sĩ tiền phương chán nản và bất mãn. Quân Kim từ lúc đó ngày càng chiếm thế chủ động chiến trường. Nhà Minh đã không còn một viên tướng nào đủ tài năng và nhiệt huyết để có thể đọ sức được với Hoàng Thái Cực, đẩy lùi quân Kim. Cũng chính vì sự kiện này mà các nhà quân sự đời sau bình luận rằng nhà Minh mất nước, không mất vì giặc cướp mà mất ngay từ trong cổng ngõ, không mất ở bờ cõi mà mất ngay từ lời xàm tấu Đài quan.
Trước khi lâm chung, Viên Sùng Hoán phán rằng dẫu chết ông cũng sẽ là ngọn lửa bảo vệ Liêu Đông. Vì lời nói này mà Hoàng Thái Cực phải đổi tên triều đại của gia tộc Ái Tân Giác La thành "Thanh" thay vì để giữ "Kim" như Nỗ Nhĩ Cáp Xích mong muốn. Oái oăm thay, một trong những viên tướng tạo phản cuối Mãn Thanh cũng là họ Viên - Viên Thế Khải, và người còn lại là Từ Hy Thái Hậu, hậu duệ của Diệp Hách thị Kim Đài Cát, người đã thề sẽ tiêu diệt Ái Tân Giác La thị.

## Mai táng và được phục hồi danh dự
Sau khi Viên Sùng Hoán bị hại, một thuộc hạ trung thành của ông đã trộm được thủ cấp của họ Viên rồi đem chôn giấu ở nơi bí mật. Để tránh bị phát giác, gia đình người thuộc hạ này đã thay tên đổi họ nhiều lần, đến đời Thanh Cao Tông Càn Long đế thì đổi sang họ Xà (佘). Lúc này Viên Sùng Hoán đã được vua Càn Long phục hồi danh dự và ân xá, vị trí ngôi mộ của ông được công khai mà không còn sợ bị phá hại. Mộ của Viên Sùng Hoán chính thức được chính phủ Cộng hòa Nhân dân Trung Hoa công nhận là di tích lịch sử. Còn họ Xà vẫn tiếp tục công việc canh giữ mộ cho chủ tướng đến tận ngày nay.

## Chuyển thể

### TrongBích huyết kiếm
Viên Sùng Hoán xuất hiện ở đầu truyện, là cha của Viên Thừa Chí (nhân vật chính) - đứa con duy nhất được đưa lên núi Hoa Sơn luyện võ.